# Championnat du Laos de football 2023
Navigation
Saison précédente Saison suivante
La saison 2023 du Championnat du Laos de football est la trente-troisième édition du championnat de première division au Laos. Cette édition regroupe huit clubs au sein d'une poule unique, où ils s'affrontent à deux reprises. 
Le tenant du titre, Young Elephants FC, remporte de nouveau le championnat, c'est son deuxième titre de champion du Laos d'affilée, en ne concédant aucune défaite lors de ces deux dernières saisons.

## Les clubs participants
- Champasak FC
- Luang Prabang FC
- Master 7 FC
- Young Elephants FC
- Viengchanh FC
- Ezra FC
- Lao Army FC
- Namtha United - nouveau club[2]

## Compétition

### Classement
Le classement est établi sur le barème de points classique (victoire à 3 points, match nul à 1, défaite à 0). Pour départager les égalités, on tient d'abord compte des confrontations directes, de la différence de buts générale, puis du nombre de buts marqués.
| Rang | Équipe             | Pts | J  | G  | N | P  | Bp | Bc | Diff |
| ---- | ------------------ | --- | -- | -- | - | -- | -- | -- | ---- |
| 1    | Young Elephants FC | 38  | 14 | 12 | 2 | 0  | 39 | 5  | +34  |
| 2    | Master 7 FC        | 28  | 14 | 9  | 1 | 4  | 42 | 15 | +27  |
| 3    | Ezra FC            | 25  | 14 | 7  | 4 | 3  | 39 | 12 | +27  |
| 4    | Lao Army FC        | 23  | 14 | 6  | 5 | 3  | 20 | 14 | +6   |
| 5    | Luang Prabang FC   | 14  | 14 | 3  | 5 | 6  | 33 | 17 | +16  |
| 6    | Champasak FC       | 11  | 14 | 3  | 2 | 9  | 13 | 42 | -29  |
| 7    | Namtha United      | 8   | 14 | 1  | 5 | 8  | 10 | 24 | -14  |
| 8    | Viengchanh FC      | 8   | 14 | 2  | 2 | 10 | 11 | 78 | -67  |

|  | Qualification pour la Challenge League de l'AFC 2024-2025          |
|  | C : Vainqueur de la Coupe du Laos P : Club promu de First Division |

## Bilan de la saison
| Championnat du Laos de football 2023 |                               |
| Champion                             | Young Elephants FC (2e titre) |
| Qualifications continentales         |                               |
| Challenge League de l'AFC 2024-2025  | Young Elephants FC            |
| Promotions et relégations            |                               |
| Promus en Lao League 1               | aucun                         |
| Relégués en First Division           | aucun                         |